# ハミルトン・ギブ
サー・ハミルトン・アレグザンダー・ロスキーン・ギブ (英語: Sir Hamilton Alexander Rosskeen Gibb, 英国学士院会員，1895年1月2日 – 1971年10月22日 ）は、スコットランド人の東洋学者、歴史学研究者。

## 生涯
1895年1月2日、エジプト、アレクサンドリア生まれ。父は Alexander Crawford Gibb (Gladstone, Renfrewshire, Scotland 出身の John Gibb の息子)。母は Jane Ann Gardner (Greenock, Scotland 出身)。
父は1897年に亡くなったので、その後は母がアレクサンドリアで教育の仕事に携わるようになった。ハミルトンが正式な教育を受けるようになったのは彼がスコットランドへ戻った5歳の時で、最初の4年間は先生について個人教授を受けた。1904年からはエディンバラの王立高等学校で学び、1912年まで在学した。 在学中はフランス語、ドイツ語、自然科学も学んだけれども、特に西洋古典学（classics）に注力する。1912年に、セム系言語（ヘブライ語、アラビア語、アラム語）の優待生として、エディンバラ大学への入学が許された。大学入学2年目の1913年に、母が亡くなった。
第一次世界大戦の間、ハミルトンは学業を中断して軍務に就いた。エディンバラ在学中の1917年2月から王立砲兵隊に所属してフランスに赴き、数か月間はイタリアで士官として従軍した。なお、士官となったのは19歳の時である。軍務の見返りとして、対独休戦協定が結ばれた1918年11月までの間に、「戦時特権」の修士号が授与された。
戦後、ロンドン大学東洋研究学院でアラビア語を学び、1922年に修士号を得る。 後に王立アジア協会（the Royal Asiatic Society）からモノグラフが出版されることになる彼の学位請求論文は、中央アジアにおけるイスラームの征服をテーマとしていた。
1921年から1937年まで、当時の東洋研究学院（the School of Oriental Studies）でアラビア語（及び、アラビア語文学、歴史。以下同じ。）を教え、1930年にここで教授となった。この間に、イスラーム百科事典の編纂者の一人となった。1937年に、オクスフォード大学聖ヨハネ校のアラビア語を教える教授（この地位の創設者、ウィリアム・ロードの名前をとって"Laudian Professor of Arabic"という名称がつけられている）となる。前任者は D・S・マーゴリュースであった。ここには18年間、在職した。
1955年には、ハーヴァード大学教授となり、アラビア語を教えた。
私生活においては、1922年に結婚し、一男一女を得た。

## 加入学会
- Fellow of: British Academy, Danish Academy, American Philosophical Society
- Honorary fellow of: アメリカ芸術科学アカデミー, Medieval Academy of America
- Member of: アラブ語学院（カイロ）, Institut d'Egypte (Associate Member), Arab Academy of Damascus (Honorary), Iraqi Academy of Sciences

## 著作
- Arabic Literature – An Introduction (1926), also (1963), Clarendon Press and (1974), Oxford University Press.
- Ibn Batuta, 1304–1377 (1929), (アラビア語: Tuhfat al-'anzar fi ghara'ib al-'amsar), English translation by Gibb.
- Travels in Asia and Africa, 1325–1354 (1929), translated and selected with an introduction and notes, R. M. McBride. ISBN 81-206-0809-7
- Note by Professor H. A. R. Gibb (1939), from Arnold J. Toynbee, A Study of History, Part I. C I (b) Annex I, p. 400-02.
- Modern Trends in Islam (1947).
- Mohammedanism: An Historical Survey (1949) retitled Islam: An Historical Survey (1980), Oxford.
  - Online Chapter The Koran
  - Online Chapter The Sharia
- Islamic Society and the West with Harold Bowen (vol. 1 1950, vol. 2 1957).
- Shorter Encyclopedia of Islam (1953), edited with J. H. Kramers, Brill.
- The Encyclopaedia of Islam (1954– ), new ed. Edited by a number of leading orientalists, including Gibb, under the patronage of the International Union of Academies. Leiden: Brill, along with that edited by J. H. Kramers, and E. Levi-Provençal.
- "Islamic Biographical Literature," (1962) in Historians of the Middle East, eds. Bernard Lewis and P. M. Holt, Oxford U. Press.
- Studies on the Civilization of Islam (1982), Princeton U. Press.

### 著作（日本語訳されたもの）
- 『イスラム文明』加賀谷寛訳、紀伊国屋書店、1967年。
- 『イスラーム文明史―政治・宗教・文学にわたる七章』加賀谷寛ほか訳、みすず書房、1968年[7]、再版1975年。
- 『アラビア文学史』井筒豊子（井筒俊彦夫人）訳、人文書院、1982年3月。

Arabic Literature – An Introduction, Oxford University Press, 1926. の翻訳
- 『アラビア人文学』講談社学術文庫、1991年3月。ISBN 978-4061589629。

- 『イスラム　誕生から現代まで』加賀谷寛訳、東京新聞出版局「オリエント選書」、1981年。
  - 『イスラム入門』講談社学術文庫、2002年7月。ISBN 978-4061595576。